# Mislav Leko
Mislav Leko (Osijek, 19. prosinca 1987.) je hrvatski nogometaš koji trenutačno igra za Fredrikstad FK kao branič. U norveški je klub prešao u veljači 2017. iz Osijeka.